# Wondelgemse Meersen
De Wondelgemse Meersen zijn een  lager gelegen drassig gebied op de grens tussen de Gentse wijken Bloemekenswijk en Wondelgem Historisch lag het net ten noorden van de Gentse stadsomwalling. Ze werden in de middeleeuwen als hooiland gebruikt. Na de industriële revolutie werd het gebied deels als industriegrond gebruikt, deels als stadstuinen.

## Geschiedenis

### Middeleeuwen
In de dertiende eeuw was Gent een bloeiende stad met een zeeverbinding via de Schelde. Deze rivier was echter geen volledig eigendom van Gent zelf, er werd langs verschillende plaatsen tol gevraagd aan handelaars. De stad wilde dit tegengaan, en legde daarvoor het kanaal De Lieve aan tot in Damme, langs waar via Het Zwin de zee bereikt kon worden. Dit kanaal ligt nog steeds in de huidige Wondelgemse Meersen. Later verzandde het Zwin, waardoor de connectie met de zee verloren ging. Dit vormde een probleem voor de handel in Gent, waardoor een nieuw kanaal gegraven moest worden, de Sassevaart. Dit kanaal liep van Gent tot het Sas van Gent net over de grens met Nederland. Na het Verdrag van Münster in 1648 werd de connectie met Zeeland verbroken, de Sassevaart viel hierbij buiten gebruik.
Van de dertiende tot de zestiende eeuw werden de Wondelgemse Meersen zelf vooral gebruikt als hooiland en grasland.

### Industriële revolutie
In de negentiende eeuw werd de Sassevaart omgevormd tot het kanaal Gent-Terneuzen. De komst van dit kanaal betekende een nieuwe bloei van industrie voor de zone langs het kanaal. Ook de regio van de Bloemekenswijk zag een sterke toename in industrie. Het gebied werd een ideale vestigingsplek voor fabrieken uit België en Frankrijk. Er werden verschillende ondernemingen zoals textielfabrieken, katoenspinnerijen, vlasspinnerijen, etc. langs het kanaal in Gent opgericht. De komst van de industrie leidde tot het ontluiken van de wijk die nu gekend staat als de Bloemekenswijk. Deze wijk diende als huisvesting voor de arbeiders. Ook andere instellingen werden er opgericht, zoals het psychiatrische Guislaingesticht in 1851. Daarnaast kwam er ook een gemeentelijk kerkhof. In 1872 opende het station Gent-Rabot en werd de spoorlijn aangelegd en in dienst genomen die door het huidige gebied van de Wondelgemse Meersen loopt. Deze lijn bood mogelijkheden voor goederenverkeer via Dampoort tot in de Gentse haven. De goederentreinen werden vooral ingezet voor de katoenindustrie in Rabot.

### Twintigste eeuw
Vanaf het begin van de twintigste eeuw werd de spoorlijn tussen Rabot en de Gentse haven ook gebruikt voor personenverkeer. In 1930 werd ook een elektrische tramverbinding gelegd tussen Rabot en Dampoort. Ook deze lijn liep via dezelfde weg als de spoorlijn doorheen de huidige Wondelgemse Meersen. In 1958 kwam de spoorlijn buiten gebruik te staan. In de jaren 1970 werd het goederenstation Gent-Rabot uiteindelijk afgebroken. Hier staat heden een gerechtsgebouw. In 1985 werden de spoorlijnen en de gebruikte bruggen afgebroken. Na deze periode werden er in het gebied volkstuinen aangelegd die zeker tot 2005 in gebruik werden genomen.

## Wissenhage
Het terrein van De Lijn, ook gekend als Wissenhage, en door een actiegroep het Bloemekenswijkbos genoemd, is een gebied van 13,43 hectare groot naast de Gentse Bloemekenswijk. Het is een restant van de oude Wondelgemse Meersen
Sinds 2002 is het gebied eigendom van De Lijn, met plannen om stelplaats Wissenhage te bouwen op deze locatie. Door financieringsproblemen, vergunningen en bezwaarschriften zijn deze plannen nog steeds niet volbracht.
Ondanks het voormalige gebruik is dit een verwilderd gebied. Verschillende planten en dieren vestigden zich hier.

### Geschiedenis

#### Plannen voor stelplaats Wissenhage (vanaf 2000)
Begin 2000 werd het gebied van de Wondelgemse Meersen opgekocht door vervoersmaatschappij De Lijn met het oog op een grootschalige, moderne stelplaats voor bussen en trams. De site was toen, en nu nog altijd, ingekleurd als ‘gebieden voor gemeenschapsvoorzieningen en openbaar nut’ in het gewestplan. In 2006 kreeg De Lijn een vergunning voor de stelplaats, maar de bouw werd uitgesteld omwille van financiële redenen waardoor de vergunning verviel. Dit herhaalde zich in 2016. In 2010 werd de Gaardeniersbrug voor toekomstig gebruik door trammen gebouwd maar er werden nog geen sporen gelegd. Ook werd het vroegere industrieterrein van de Wondelgemse Meersens deels gesaneerd. Volgens een rapport van OVAM is het zuidelijke gedeelte namelijk een stortplaats geweest. In het voorjaar van 2022 kwamen negatieve adviezen van zowel Stad Gent als Agentschap Natuur en Bos (ANB) voor de nieuwe omgevingsvergunning die De Lijn had aangevraagd. ANB wou onder meer dat er meer groene zones in het gebied voorzien zouden worden. Inwoners uit de omgeving voerden actie met onder andere affiches en bezwaarschriften tegen het verdwijnen van onbebouwde natuur en de bijhorende bufferfunctie naast dichtbebouwd gebied. Ook het Gents Milieufront en Natuurpunt kantten zich tegen de plannen. De Lijn werkte daarop de omgevingsvergunning bij, rekening houdende met de bezwaren. In juni lanceerde De Lijn deze nieuwe vergunningsaanvraag. Die zomer plaatsten Natuurpunt en het Gents Milieufront de natuur van de Wondelgemse Meersen extra in de kijker en vroegen bezoekers om massaal foto’s te delen.
Op 9 september 2022 weigerde Vlaams minister van Omgeving Zuhal Demir de vergunning voor het bouwen van een stelplaats door een juridisch probleem met de voorziene boscompensatie. Dit kwam onverwacht voor De Lijn, omdat Stad Gent en ANB ondertussen positieve adviezen hadden aangekondigd. De buurtbewoners lanceerden een voorstel dat de stad het gebied zou overkopen en naar park omzetten. Dit werd uiteindelijk niet verwezenlijkt. Terwijl de vervoersmaatschappij de plannen herwerkte, bleef het buurtprotest aanzwellen vanuit actiecomité Het Bloemekenswijkbos.

#### Derde vergunning (2024)
Een akkoord over het wegvallen van het eerder geplande oefenterrein ten noorden van de spoorweg werd bereikt in de herfst van 2023: dit gebied zou in beheer van Natuurpunt komen. Er werd ondertussen elders in Oost-Vlaanderen boscompensatie gevonden voor de stelplaats, waarvan een klein deel in Gent zelf.
In januari 2024 diende De Lijn nogmaals een vergunningsaanvraag in met aangepaste plannen, zoals een verbrede groenbuffer van 22,5 meter ten noordwesten van de site. Diezelfde maand organiseerden buurtbewoners een protestactie door de Wondelgemse Meersen symbolisch ‘uit te breiden’ met 80 kerstbomen. In maart beslisten Gents Milieufront en Natuurpunt Gent om geen bezwaarschriften meer in te dienen, behalve inhoudelijke vragen. Geïnterviewde buurtbewoners bleven algemeen sceptisch over de aanpassingen en compensatieplannen die De Lijn opgesteld heeft. Tijdens de periode van openbaar onderzoek werden 1247 bezwaarschriften ingediend tegen de stelplaats. Op 7 maart gaf de stad Gent positief advies voor de bouw. Het gebied is anno 2024 omheind en verwilderd, maar wordt wel frequent betreden. De bedding van de vroegere spoorlijn is nog duidelijk zichtbaar.
In juli 2024 kreeg De Lijn voor een derde maal een stedenbouwkundige vergunning, voor de gewijzigde plannen voor de stelplaats.
Natuurpunt en GMF gingen dus niet meer in beroep, maar een andere natuurorganisatie (BOS+) wel.

### Samenvatting gebiedsontwikkeling
Door de jaren heen heeft het gebied veel veranderingen gekend. Voor enkele honderden jaren was het een meersengebied dat gebruikt kon worden voor hooiproductie en om het vee te laten grazen. Later ontwikkelde het gebied zich volgens de toenemende industrialisatie en de uitbreiding van de stad. Toch blijven delen van het meersgebied onaangetast. Op de delen die het langst niet gebruikt geweest zijn kan er zich bos ontwikkelen. Doordat het gebied weinig beïnvloed werd (enkel spoorlijn en volkstuinen) is de zaadbank waarschijnlijk goed bewaard waardoor heel wat plantensoorten lang hebben kunnen overleven tot de omstandigheden terug gunstig werden om te kiemen door de afsluiting door De Lijn. Dit verklaart waarom er nu heel wat plantensoorten teruggevonden zijn.

### Toponymie
De naamgeving voor het gebied varieerde doorheen de recente geschiedenis. In de zestiende eeuw was er sprake van gemeenschappelijk gebruik als grasland. De kaart van Horenbault uit 1619 vermeldt dan ook de 'Wondelghem Meerschen'. Vandaag wordt het gebied gerekend tot ‘voormalig Wondelgemse Meersen’. Toch zijn de inwoners van de dichtbebouwde Bloemekenswijk ten westen van het gebied beginnen spreken van het ‘Bloemekenswijkbos’, gangbaar in de volksmond en lokale media. De benaming Wissenhage wordt eveneens breed gebruikt, voornamelijk door De Lijn, dat naar de plannen verwijst als ‘stelplaats Wissenhage’. Daarentegen maken de archeologische onderzoeken amper gewag van ‘Wissenhage’, behalve in context van de stelplaats.

### Protest tegen de stelplaats
De komst van de stelplaats is omstreden bij de buurtbewoners en omliggende wijken van de Bloemekenswijk. Er werden al verschillende bezwaarschriften ingediend vanuit de gemeenschap of gesteund door de gemeenschap. Zo trok onder andere de actiegroep ‘Red het Bloemekenswijk Bos' in 2024 met meer dan duizend bezwaarschriften naar het Gentse stadhuis. Daarnaast zijn ook andere verenigingen actief bezig met het behoud van dit gebied. Onder andere de regionale milieuvereniging ‘Gents Milieu Front’ uit Gent diende in 2022 een bezwaarschrift in tegen de plannen van De Lijn.
Op 21 juni 2024 bezet een groep actievoerders het terrein. Ze bouwen er boomhutten om er te verblijven "zolang het nodig is".

### Biodiversiteit en ecologische waarden
Het terrein van De Lijn wordt begrensd door een spoorwegberm, een groen fietspad en een industrieterrein. Er zijn twee wandelpaden die door het gebied lopen, een rondwandeling is mogelijk.
Het terrein is plaatselijk overwoekerd door de invasieve exoot Japanse duizendknoop.
In het voorjaar van 2024 vond een groep van vijftig biologiestudenten van UGent in acht uur 194 soorten (waarvan 39 Vlaams en 3 Europees beschermd) en noteerde ze op waarnemingen.be. Ze vonden aanwijzingen voor historisch wetland: waterrijk gebied en nat rietland. De waargenomen vegetatietypes met enkele soorten zijn:
- In het droge grasland met als dominante soort knoopkruid, bevindt zich onder andere muurhagedis, een Europees beschermde soort.
- Nat broekbos
- Nat open terrein
- Natte rietstrook
- Naast het natte open terrein staat een droger bos met gewone esdoorns, alpenwatersalamander en kleine watersalamander.